# Sant'Ambrogio (métro de Milan)
Pour les articles homonymes, voir Sant'Ambrogio.
Sant'Ambrogio est une station de métro à Milan, en Italie. Située sur les lignes 2 et 4 du métro de Milan, elle a ouvert le 30 octobre 1983. Elle porte le nom de saint Ambroise de Milan, Sant'Ambrogio en italien, étant située à proximité de la basilique Saint-Ambroise de Milan.